# Лендерское
Ле́ндерское (Ле́ндеро) — озеро в западной части Республики Карелия, на территории Муезерского района.

## Общие сведения
Котловина ледникового происхождения.
Озеро вытянуто с северо-запада на юго-восток, состоит из главного плёса и нескольких обособленных заливов. Берега низкие, каменисто-песчаные, местами заболоченные, покрыты смешанным лесом. На озере 8 островов общей площадью 0,4 км².
На северном берегу находится посёлок Лендеры.
Основные притоки — реки Лендерка и Войдома. Сток в озеро Куйккаселькя.
Дно в основном покрыто зелёными илистыми отложениями, цвет воды жёлто-коричневый. Высшая водная растительность представлена тростником, камышом и осокой в заливах.
В озере обитают ряпушка, щука, окунь, сиг, лещ, плотва, налим.